# Ann-Marie Göransson
Pour les articles homonymes, voir Göransson.
Inger Ann-Marie Göransson, dite Ann-Marie Göransson, née le 6 janvier 1947 à Malmö, est une médecin et militaire suédoise. 
Elle est la première générale des forces armées suédoises en tant que médecin-chef des forces armées suédoises de 1997 à 2004.

## Biographie

### Formation
Ann-Marie Göransson fait des études de médecine à l'université de Lund, où elle obtient une licence en 1972. 
Elle travaille à la clinique chirurgicale de l'hôpital d'Huddinge de 1974 à 1980. En 1977, elle acquiert une expertise en chirurgie générale puis, en 1978, elle est employée par les forces armées suédoises.  En 1980, elle termine sa thèse sur la chirurgie des voies biliaires à l'Institut Karolinska ce qui lui donne un diplôme de docteur en médecine.

### Carrière militaire
En 1980, Ann-Marie Göransson sert comme chirurgien à l'hôpital de campagne suédois au Liban au sein de la Force intérimaire des Nations Unies au Liban. 
En 1980, elle est nommée médecin d'état-major de l'armée. En 1981, elle est nommée lieutenant-colonel et médecin-chef de la défense (försvarsöverläkare). Elle est promue au grade de colonel en 1986. En 1989, elle sert à nouveau au Liban, cette fois en tant que chef de l'ensemble des opérations médicales suédoises. Elle rejoint l'état-major de la défense suédoise à partir de 1990.
Ann-Marie Göransson est responsable des hôpitaux de campagne suédois en Arabie saoudite pendant la guerre du Golfe et en Somalie en 1993. 
Elle prend ses fonctions de médecin-chef des forces armées suédoises le 1er juillet 1997.
Le 1er mai 2004, elle prend ses fonctions de représentante du directeur national suédois de l'armement à la représentation suédoise auprès de l'UE à Bruxelles, où elle est responsable, entre autres, de la participation suédoise à la création d'une autorité de l'UE pour le développement des capacités de défense, la recherche, l'approvisionnement et la coopération en matière d'équipements de défense.